# Medaljen for tjeneste i EUs fælles sikkerheds- og forsvarspolitik
CSDP-medaljen, eller Medaljen for tjeneste i fælles sikkerheds- og forsvarspolitik (engelsk: Common Security and Defence Policy Service Medal, eller European Security and Defence Policy Service Medal før 2009), er en medalje indstiftet 1. januar 2003 af Den europæiske Union. Medaljen kan tildeles militært personel, politifolk og civile i operationer iværksat som en del af unionens fælles sikkerheds- og forsvarspolitik.
Medaljen tildeles for minimum 30 dages tjeneste.

## Udformning
Medaljen er i sølvfarvet metal og har en diameter på 35 mm. På aversen har den en cirkel med tolv stjerner, Europasymbolet. På reversen står indskriften «PRO PACE UNUM» (sammen for fred) over tre linjer. Den er ophængt i et bånd med to farver afhængig af typen af deltagelse:
- Blå med gul stribe i midten, farverne fra Europaflaget, for aktiv deltagelse i operationene.
- Blå med hvid midterstribe for tjeneste ved hovedkvarterer og for arbejde med planlægning og støttetjeneste i forbindelse med operationerne.

Medaljen har samme udformning for alle operationer, men båndet udstyres med spænde som indikerer hvilken operation den er tildelt for. Ordensbåndet udstyres ligeledes med et spænde.

## Tildelingsberettigede missioner
| Ordensbånd | Mission                   | Område                              | Startdato         | Slutdato          | Status                 |
| ---------- | ------------------------- | ----------------------------------- | ----------------- | ----------------- | ---------------------- |
|            | EUPM                      | Bosnien-Hercegovina                 | 1. januar 2003    | -                 | Igangværende operation |
|            | EUFOR Concordia           | Makedonien                          | 31. marts 2003    | 15. december 2003 | Ikke længere tildelt   |
|            | Operation Artemis         | Demokratiske Republik Congo         | 12. juni 2003     | 1. september 2003 | Ikke længere tildelt   |
|            | EUFOR Althea              | Bosnien-Hercegovina                 | 2. december 2004  | -                 | Igangværende operation |
|            | EUPOL Proxima             | Makedonien                          | 15. december 2003 | 14. december 2005 | Ikke længere tildelt   |
|            | EUSEC RD Congo            | Demokratiske republik Congo         | 8. juni 2005      | 2016              | Ikke længere tildelt   |
|            | EUBAM Rafah               | Palæstina                           | 25. november 2005 | -                 | Igangværende operation |
|            | EUPOL COPPS               | Palæstina                           | 1. januar 2006    | -                 | Igangværende operation |
|            | AMIS EU Supporting Action | Sudan                               | 18. juli 2005     | 31. december 2007 | Ikke længere tildelt   |
|            | EUFOR RD Congo            | Demokratiske republik Congo         | 12. juni 2006     | 30. november 2006 | Ikke længere tildelt   |
|            | EUPOL Afghanistan         | Afghanistan                         | 15. juni 2007     | 31. december 2016 | Ikke længere tildelt   |
|            | EUFOR Tchad/RCA           | Tchad og Centralafrikanske Republik | 17. marts 2008    | 15. marts 2009    | Ikke længere tildelt   |
|            | EUMM                      | Georgien                            | Oktober 2008      | -                 | Igangværende operation |
|            | EUNAVFOR Somalia          | Somalia                             | 5. november 2008  | -                 | Igangværende operation |
|            | EULEX Kosovo              | Kosovo                              | 9. december 2008  | -                 | Igangværende operation |
|            | EUTM Somalia              | Somalia/Uganda                      | Maj 2010          | -                 | Igangværende operation |
|            | EUCAP NESTOR              | Østafrika                           | 16. juli 2012     | -                 | Igangværende operation |
|            | EUAVSEC South Sudan       | Sydsudan                            | Februar 2013      | Januar 2014       | Ikke længere tildelt   |
|            | EUTM Mali                 | Mali                                | 2013              | -                 | Igangværende operation |
|            | EUFOR RCA                 | Centralafrikanske Republik          | April 2014        | 2015              | Ikke længere tildelt   |
|            | EUAM UKRAINE              | Ukraine                             | december 2014     | -                 | Igangværende operation |
|            | EUMAM RCA                 | Centralafrikanske Republik          | Marts 2015        | Juli 2016         | Ikke længere tildelt   |
|            | EUNAVFOR MED (Sophia)     | Middelhavet                         | April 2015        | Marts 2020        | Ikke længere tildelt   |
|            | EUTM RCA                  | Centralafrikanske Republik          | Juli 2016         | -                 | Igangværende operation |
|            | EUAM Iraq                 | Irak                                | 2017              | -                 | Igangværende operation |
|            | EUNAVFOR MED (Irini)      | Middelhavet                         | Marts 2020        | -                 | Igangværende operation |